# Martha Sandwall-Bergström
Martha Sandwall-Bergström, folkbokförd Martha Majken Birgitta Bergström, ogift Sandwall, född 5 juni 1913 i Nävelsjö församling i Jönköpings län, död 12 mars 2000 i Möllevångens församling i Malmö, var en svensk barn- och ungdomsboksförfattare, mest känd för sin svit om sju böcker om Kulla-Gulla (senare omredigerad och utökad till tolv), som översatts till tolv språk. Hon var brorsdotter till Fredrik Sandwall.

## Barndomen i Småland
Martha Sandwall-Bergström föddes i Nävelsjö socken, Jönköpings län. Fadern, liksom farfadern, var predikant inom Alliansmissionen och predikade ofta vid gudstjänsterna på Lannaskede Brunn, som var ortens kuranstalt. Modern var sjuksköterska. När kuranstalten gick i konkurs så övertog fadern och modern rörelsen och familjen blev hotellägare. När fadern avled fortsatte modern att driva rörelsen med hjälp av sina fem barn.
Efter realexamen i Eksjö studerade hon en sommar vid kvinnliga folkhögskolan Fogelstad. Hon arbetade i några år som hembiträde hos en svensk familj i Polen, i Frankrike och i Stockholm. Hennes största glädje var att skriva, och det gjorde hon på sina lediga stunder. Hon gick en ettårig utbildning vid Pålmans för att bli kontorist.

## Bildade familj och bosatte sig i Spanien
Martha Sandwall gifte sig 1939 med Lars-Erik Bergström (1905–1963), arkeolog och åtta år äldre. Då maken inte hade någon fast anställning fick hon ta sin del av ansvaret för familjens försörjning genom att ta olika kontorsarbeten, samtidigt som hon skrev noveller och följetonger som publicerades i veckotidningar. Familjen vistades mycket i Spanien, och i början av 50-talet flyttade familjen dit. Maken var sjuklig och dottern hade en funktionsnedsättning och båda mådde bättre i ett gynnsammare klimat. En bidragande orsak till flytten utomlands var också uppståndelsen och den negativa kritiken av hennes författarskap efter publiceringen av Kulla-Gulla-serien. Hon köpte en gård utanför Malaga där de bedrev apelsinodling och hade åsnor, ankor och getter. Hon var lantbrukare i Spanien under tiden 1953 till 1983. Hon investerade även i lönsamma lokala bygg- och utvecklingsprojekt, numera semesterparadiset Solkusten, samtidigt som hon fortsatte att skriva. Dottern finns med i böckerna, som prästens flicka Ester.

## Författarskap
Sandwall-Bergström började skriva tidigt och när hon var tolv år skickade hon in sina alster till en tidning. Fyra år senare fick hon sin första novell publicerad. Hon fortsatte att skriva för olika veckotidningar, ibland under pseudonym. Genombrottet som romanförfattare kom när Bonniers förlag 1945 utlöste en tävling om bästa flickboken och Sandwall-Bergström vann första pris med Kulla-Gulla. Den blev grunden till en hel serie om huvudpersonen. Böckerna älskades av läsekretsen men fick ett negativt mottagande av kritikerkåren. 
Martha Sandwall-Bergström skrev ytterligare tre serier om unga kvinnor: Majken Johansson, en tonåring från Stockholms arbetarmiljö,  Pepita, en ung spanjorska med katolsk uppväxt och  Arabella, som drömmer om en framtid som tjurfäktare.
Hon skrev också två fristående ungdomsromaner och en vuxenroman och har också skrivit filmmanus som prisbelönats.

### Kulla-Gulla
Böckerna om Kulla-Gulla bygger på karaktärer och upplevelser som Sandwall-Bergström hade i sin barndoms fattiga Småland, sådant som hon hörde berättas och litterär inspiration. Även huvudpersonen hade sin förebild i verkligheten och har namngivits i en intervju med författaren. När hon skrev den första boken om Kulla-Gulla var det för att delta i en barnbokstävling. Hon ville skapa en "god och rar flicka" som skulle stimulera läsare till reflexion över sin egen karaktär och situation. Boken blev en succé bland läsarna och den och de följande i serien kom att höra till de mest utlånade serieböckerna på biblioteken. Några kritiker uppskattade speciellt  de första två böckerna med den sociala skildringen och det proletära motivet, medan andra var mera hätsk i sin kritik och bland annat fann huvudpersonen alltför perfekt och helgonlik.  

#### Handling
Det är som 12-åring som den föräldralösa flickan Gulla kommer som hjälppiga till torparen Karlberg, hans hustru Ellen och deras fem barn på torpet Kulla. Där finns också en gammelmor. Som torpare är man ålagd att utföra dagsverken på herrgården och det inkluderar ibland även Kulla-Gulla som i övrigt har ansvar för hushållsarbetet och djurskötseln. Det blir bara tid för skolgång två dagar i veckan. Kulla-Gulla visar sig trots sin ålder och sitt klena yttre vara stark och arbetsam. Hon har en klar strategi för hur hon ska hushålla med sina krafter för att klara det hårda kroppsarbetet och hon har en osviklig moralisk kompass för vad som är rätt och fel. Hon har också mod att stå upp för de svaga och utsatta inför såväl mobbande skolkamrater som patron på herrgården. När Ellen insjuknar och förs till sjukhus lovar Kulla-Gulla att ta hand om den lilla familjen. Så småningom visar det sig att det finns ett nära släktskap mellan Kulla-Gulla och patron och att hon i själva verket är hans närmaste arvinge. Även som herrgårdsfröken och i sitt äktenskap behåller Kulla-Gulla sin känsla för rättvisa och socialt ansvar. 

### Majken Oskarsson
Serien om Majken publicerades i början av femtiotalet. Majken är en tonåring i ett arbetarhem i Stockholm. När fadern dör och modern sviktar måste Majken ta ansvar för familjen. Hon protesterar och revolterar och är dessutom fåfäng och vill bli modell. Så småningom finner hon kärleken och går in i den obekväma hemmafrurollen som gift. Det blev tre böcker om Majken och de fick god kritik men rönte mindre läsaruppskattning. 

### Övrigt
Martha Sandwall-Bergström skrev en historisk ungdomsroman, Johanna, samt en vuxenroman, Objuden gäst, den senare under pseudonymen Anna Loo. Den sent publicerade ungdomsboken Mysteriet vid korsvägen har en pojke som huvudperson.

## Stiftelsen Martha Sandwall-Bergströms författarfond
Martha Sandwall-Bergström skapade 1999 en författarfond, Stiftelsen Marta Sandwall-Bergströms författarfond, som dels delar ut forskarstipendier och dels ett barnlitterärt pris,  Kulla-Gullapriset. Fonden delar vanligtvis ut Kulla-Gulla-priset vartannat år till en författare av barn- och ungdomslitteratur och stipendium vartannat år till en forskare i ämnet.

## Martha Sandwall-Bergströmsällskapet
År 2012 bildades Martha Sandwall-Bergströmsällskapet, en ideell förening som vill sprida kunskap om hennes författarskap.